# Jinzhong (köping i Kina)
Jinzhong (kinesiska: 金钟, 金钟镇) är en köping i Kina. Den ligger i provinsen Guizhou, i den sydvästra delen av landet, omkring 56 kilometer norr om provinshuvudstaden Guiyang. Antalet invånare är 45712. Befolkningen består av 21 459 kvinnor och 24 253 män. Barn under 15 år utgör 474 %, vuxna 15-64 år 57 %, och äldre över 65 år 5,0 %.